# 6e étape du Tour de France 1994
Pour un article plus général, voir Tour de France 1994.
La 6e étape du Tour de France 1994 a lieu le 8 juillet 1994, entre les villes de Cherbourg et Rennes, sur une distance de 270,5 km. Elle est remportée par Gianluca Bortolami, échappé dans le final.

## Parcours
Après avoir traversé la Manche, cette fois en avion, les coureurs retrouvent le sol français après deux journées passées en Angleterre. Le départ de l'étape est donné du port de Cherbourg, et le tracé du parcours met en avant plusieurs lieux du débarquement de Normandie, dont le cinquantenaire est commémoré en cette année 1994 : les coureurs doivent ainsi passer par Utah Beach, Sainte-Mère-Église, alors qu'un « sprint du Mémorial » est disputé peu après la traversée de Saint-Lô. Ainsi, après avoir longé la côte du Val de Saire, le parcours prend la direction du Sud, à travers le bocage normand, jusqu'à rejoindre la Bretagne et la ville de Rennes. Il est relativement plat, avec trois côtes répertoriées pour le Grand prix de la montagne (deux en 4e catégorie, une en 3e catégorie). Trois sprints comptant pour le classement par points sont disputés, à Saint-Hilaire-du-Harcouët, Louvigné-du-Désert et Saint-Ouen-des-Alleux. Avec 270,5 km à parcourir, il s'agit de la plus longue étape de ce Tour de France.

## La course
La course est très peu animée durant les cent premiers kilomètres, et c'est une attaque de Philippe Louviot, durant la traversée de  Saint-Lô, qui lance les hostilités. Jusqu'à la ligne d'arrivée, les tentatives d'échappée vont ainsi se succéder, plusieurs groupes essayant de se détacher avant d'être finalement revus par le peloton. Au cours de l'étape, plusieurs coureurs parviennent à tirer profit des différents sprints et ascensions disséminés sur le parcours : Olaf Ludwig remporte le sprint du Mémorial et la prime accordée à son vainqueur, Peter De Clercq passe en tête de deux difficultés et conforte encore son maillot à pois, tandis que Johan Museeuw remporte le sprint de Louvigné-du-Désert, et reprend virtuellement le maillot jaune à son coéquipier Flavio Vanzella, grâce aux six secondes de bonification qui lui sont accordées.
Finalement, l'attaque décisive se produit à 22 kilomètres de l'arrivée, et sept hommes se détachent, dont le maillot vert Djamolidine Abdoujaparov, et Sean Yates, septième au classement général. Le groupe parvient à résister au retour du peloton, et grâce à une attaque à deux kilomètres du but, Gianluca Bortolami part gagner l'étape en solitaire, l'unique victoire de sa carrière dans un Grand Tour. Il conserve deux secondes d'avance sur les autres coureurs de l'échappée, dont Yates qui en profite pour s'emparer de la tête du maillot jaune, pour la première fois de sa carrière. Bortolami échoue à une seconde au classement général, Museeuw se retrouvant relégué à quatre secondes.
Peu à son avantage depuis le début du Tour, en difficulté durant l'étape, Greg LeMond abandonne ce qui restera le dernier Tour de France d'une carrière qui l'aura vu le remporter à trois reprises. Son équipe GAN est par ailleurs en difficulté puisque son coéquipier Didier Rous, qui a lourdement chuté lors de la 4e étape, arrive en-dehors des délais pour six secondes. Le jury des commissaires, qui tient compte de difficultés de circulation ayant gêné le coureur, le repêche finalement, mais il abandonnera la course le lendemain.

## Classement de l'étape
| Classement de la 6e étape | Classement de la 6e étape | Classement de la 6e étape | Classement de la 6e étape | Classement de la 6e étape |
|                           | Coureur                   | Pays                      | Équipe                    | Temps                     |
| ------------------------- | ------------------------- | ------------------------- | ------------------------- | ------------------------- |
| 1er                       | Gianluca Bortolami        | Italie                    | Mapei-CLAS                | en 6 h 58 min 47 s        |
| 2e                        | Djamolidine Abdoujaparov  | Ouzbékistan               | Polti-Vaporetto           | + 2 s                     |
| 3e                        | Beat Zberg                | Suisse                    | Carrera-Tassoni           | + 2 s                     |
| 4e                        | Guido Bontempi            | Italie                    | Gewiss-Ballan             | + 2 s                     |
| 5e                        | Jens Heppner              | Allemagne                 | Telekom-Merckx            | + 2 s                     |
| 6e                        | Sean Yates                | Royaume-Uni               | Motorola                  | + 2 s                     |
| 7e                        | Frankie Andreu            | États-Unis                | Motorola                  | + 2 s                     |
| 8e                        | Ján Svorada               | Slovaquie                 | Lampre-Panaria            | + 46 s                    |
| 9e                        | Jaan Kirsipuu             | Estonie                   | Chazal-MBK                | + 46 s                    |
| 10e                       | Ángel Edo                 | Espagne                   | Kelme-Avianca-Gios        | + 46 s                    |
| modifier                  |                           |                           |                           |                           |

## Classement général
| Classement général après la 6e étape | Classement général après la 6e étape | Classement général après la 6e étape | Classement général après la 6e étape | Classement général après la 6e étape |
|                                      | Coureur                              | Pays                                 | Équipe                               | Temps                                |
| ------------------------------------ | ------------------------------------ | ------------------------------------ | ------------------------------------ | ------------------------------------ |
| 1er                                  | Sean Yates                           | Royaume-Uni                          | Motorola                             | en 28 h 44 min 22 s                  |
| 2e                                   | Gianluca Bortolami                   | Italie                               | Mapei-CLAS                           | + 1 s                                |
| 3e                                   | Johan Museeuw                        | Belgique                             | GB-MG Boys Maglificio                | + 4 s                                |
| 4e                                   | Frankie Andreu                       | États-Unis                           | Motorola                             | + 5 s                                |
| 5e                                   | Flavio Vanzella                      | Italie                               | GB-MG Boys Maglificio                | + 6 s                                |
| 6e                                   | Miguel Indurain                      | Espagne                              | Banesto                              | + 20 s                               |
| 7e                                   | Djamolidine Abdoujaparov             | Ouzbékistan                          | Polti-Vaporetto                      | + 31 s                               |
| 8e                                   | Lance Armstrong                      | États-Unis                           | Motorola                             | + 32 s                               |
| 9e                                   | Thierry Marie                        | France                               | Castorama                            | + 37 s                               |
| 10e                                  | Armand de Las Cuevas                 | France                               | Castorama                            | + 38 s                               |
| modifier                             |                                      |                                      |                                      |                                      |

## Classements annexes

### Classement par points
| Classement par points | Classement par points    | Classement par points | Classement par points   | Classement par points |
| --------------------- | ------------------------ | --------------------- | ----------------------- | --------------------- |
|                       | Coureur                  | Pays                  | Équipe                  | Point(s)              |
| 1er                   | Djamolidine Abdoujaparov | Ouzbékistan           | Polti-Vaporetto         | 148 points            |
| 2e                    | Silvio Martinello        | Italie                | Mercatone Uno-Medeghini | 115 pts               |
| 3e                    | Olaf Ludwig              | Allemagne             | Telekom-Merckx          | 105 pts               |
| modifier              |                          |                       |                         |                       |

### Classement du meilleur grimpeur
| Classement du meilleur grimpeur | Classement du meilleur grimpeur | Classement du meilleur grimpeur | Classement du meilleur grimpeur | Classement du meilleur grimpeur |
| ------------------------------- | ------------------------------- | ------------------------------- | ------------------------------- | ------------------------------- |
|                                 | Coureur                         | Pays                            | Équipe                          | Point(s)                        |
| 1er                             | Peter De Clercq                 | Belgique                        | Lotto-Caloi                     | 51 points                       |
| 2e                              | Francisco Cabello               | Espagne                         | Kelme-Avianca-Gios              | 30 pts                          |
| 3e                              | Claudio Chiappucci              | Italie                          | Carrera-Tassoni                 | 25 pts                          |
| modifier                        |                                 |                                 |                                 |                                 |

### Classement du meilleur jeune
| Classement général du meilleur jeune | Classement général du meilleur jeune | Classement général du meilleur jeune | Classement général du meilleur jeune | Classement général du meilleur jeune |
|                                      | Coureur                              | Pays                                 | Équipe                               | Temps                                |
| ------------------------------------ | ------------------------------------ | ------------------------------------ | ------------------------------------ | ------------------------------------ |
| 1er                                  | Lance Armstrong                      | États-Unis                           | Motorola                             | en 28 h 44 min 54 s                  |
| 2e                                   | Abraham Olano                        | Espagne                              | Mapei-CLAS                           | + 34 s                               |
| 3e                                   | Vicente Aparicio                     | Espagne                              | Banesto                              | + 1 min 1 s                          |
| modifier                             |                                      |                                      |                                      |                                      |

### Classement par équipes
| Classement par équipes | Classement par équipes | Classement par équipes | Classement par équipes |
|                        | Équipe                 | Pays                   | Temps                  |
| ---------------------- | ---------------------- | ---------------------- | ---------------------- |
| 1re                    | Motorola               | États-Unis             | en 86 h 13 min 22 s    |
| 2e                     | GB-MG Boys Maglificio  | Italie                 | + 43 s                 |
| 3e                     | Castorama              | France                 | + 1 min 36 s           |
| modifier               |                        |                        |                        |